# Фічефон

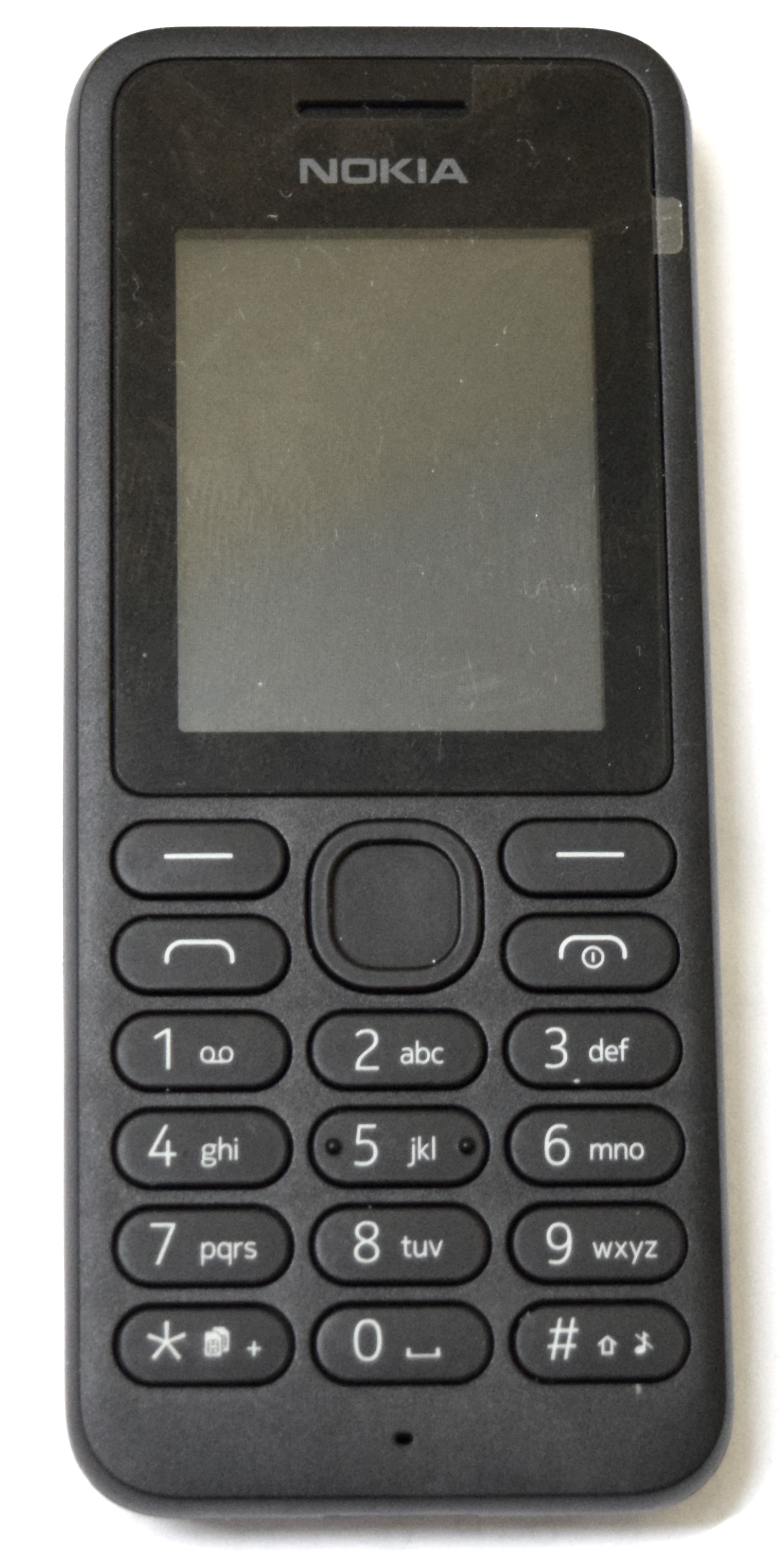
Nokia 130 (2014 рік); типовий фічефон

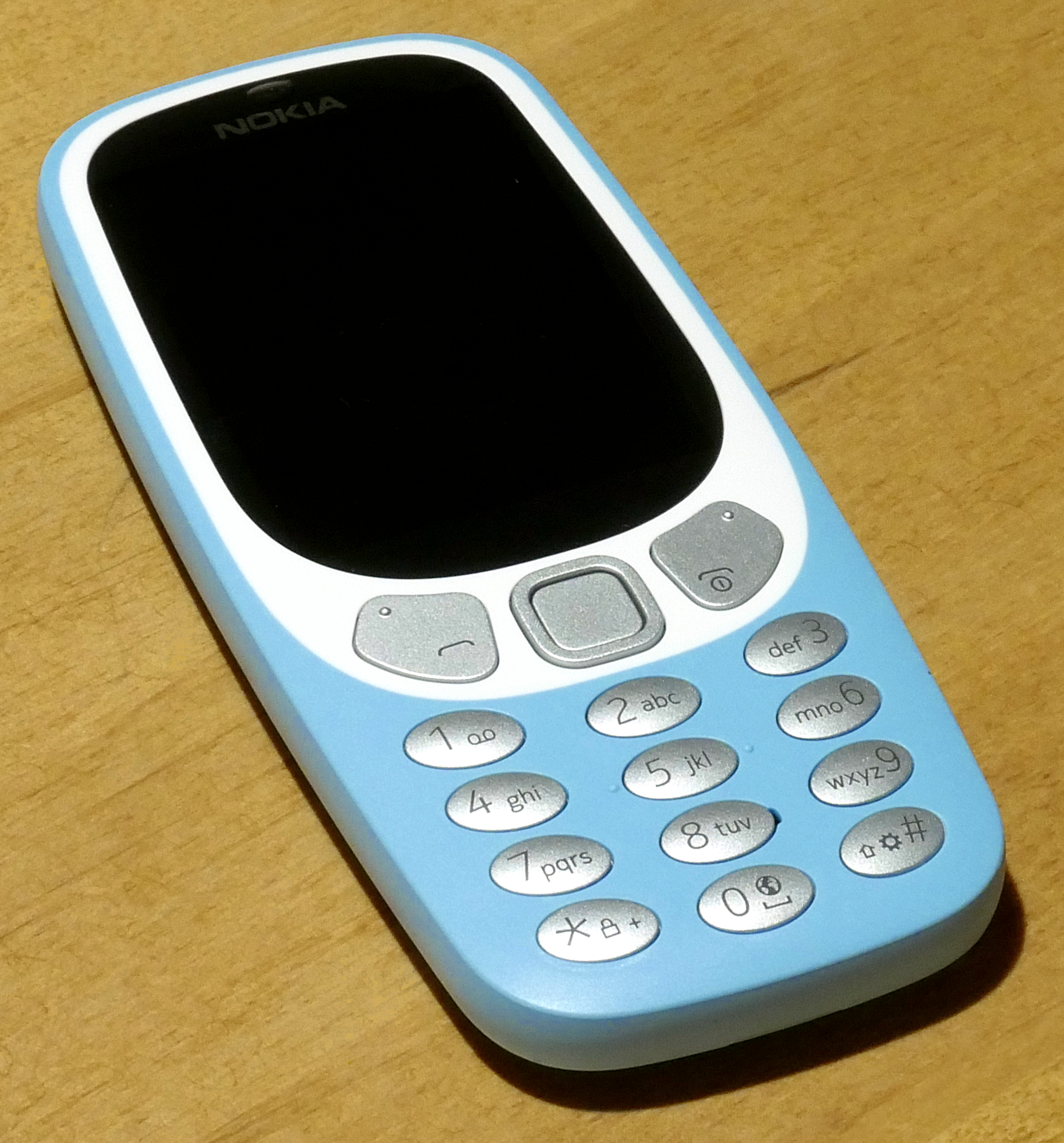
Nokia 3310 (сучасна версія 2017 року), фічефон з розширеними функціями

Фічефон (фічафон, фічерфон; англ. feature phone) — мобільний телефон нижчого цінового сегменту, ніж смартфон, і з меншим набором функцій.

## Огляд
Фічефон зберігає формфактор телефонів попереднього покоління, з кнопковим уведенням і невеликим дисплеєм. На відміну від смартфонів із сенсорним уведенням, фічефони іноді називають дамфонами (від англ. dumb — дурний). Вони, як правило, використовують вбудовану операційну систему з простим графічним інтерфейсом користувача, на відміну від великих і складних мобільних операційних систем, таких як Android або iOS. Фічефони зазвичай надають функції голосових викликів і текстових повідомлень, а також базові можливості мультимедіа й інтернету, а також інші послуги, що пропонуються постачальником бездротових послуг користувачам. Фічефони часто мають РК-екран з підсвічуванням, світлодіодний індикатор апаратних повідомлень, порт microUSB, фізичну клавіатуру, мікрофон, слот для SD-карти, камеру на задній панелі для запису відео і захоплення зображень і GPS. Деякі фічефони включають просту крамницю застосунків, яка містить базове програмне забезпечення, таке як мобільні ігри, календар і програми-калькулятори.

## Визначення
Фічефон — мобільний телефон, подібний до смартфона, що має функціонал персонального цифрового помічника (PDA) і мобільного телефона. Фічефони слугують портативними медіаплеєрами і камерафонами, можуть мати тачскрін, використовуватися для GPS-навігації та підключатись до Wi-Fi, до мобільного ШСД. Термін використовується для опису пристрою нижнього цінового сегменту, тоді як смартфони відносять до вищого цінового сегменту. Чіткої межі між термінами фічефон і смартфон немає. На початку 2000-х років фічефонами називали мобільні телефони з ширшим функціоналом, ніж «тупі» (англ. dumb) мобільні телефони. Нині нові моделі фічефонів у низькому ціновому сегменті мають багато додаткових функцій, але їх прийнято вважати фічерфонами.
Фічефон — телефон, який, як правило, працює під пропрієтарною операційною системою (firmware). Частина фічефонів підтримують програмне забезпечення сторонніх компаній (через платформи Java або BREW). Зазвичай такі фічефони мають скорочений набір можливостей, менш інтегровані з потенційним функціоналом платформи телефона, з користувацьким інтерфейсом телефона.
До набуття популярності смартфонами, термін «фічефон» часто використовували стосовно телефонів високого класу з різними користувацькими функціями, розроблених з появою мереж 3G, які забезпечили достатню смугу пропускання для цих можливостей. Фічефони, як правило, були пристроями середнього рівня, між базовими телефонами на нижньому рівні з невеликою кількістю функцій або без них, крім базового набору номера і обміну повідомленнями, і бізнес-орієнтованими смартфонами на верхньому рівні. Найпопулярніші фічефони — це Nokia, Razr від Motorola, Sony Ericsson W580i з підтримкою мультимедіа і LG Black Label Series, орієнтовані на масового користувача.

### Відмінності і подібності з іншими пристроями

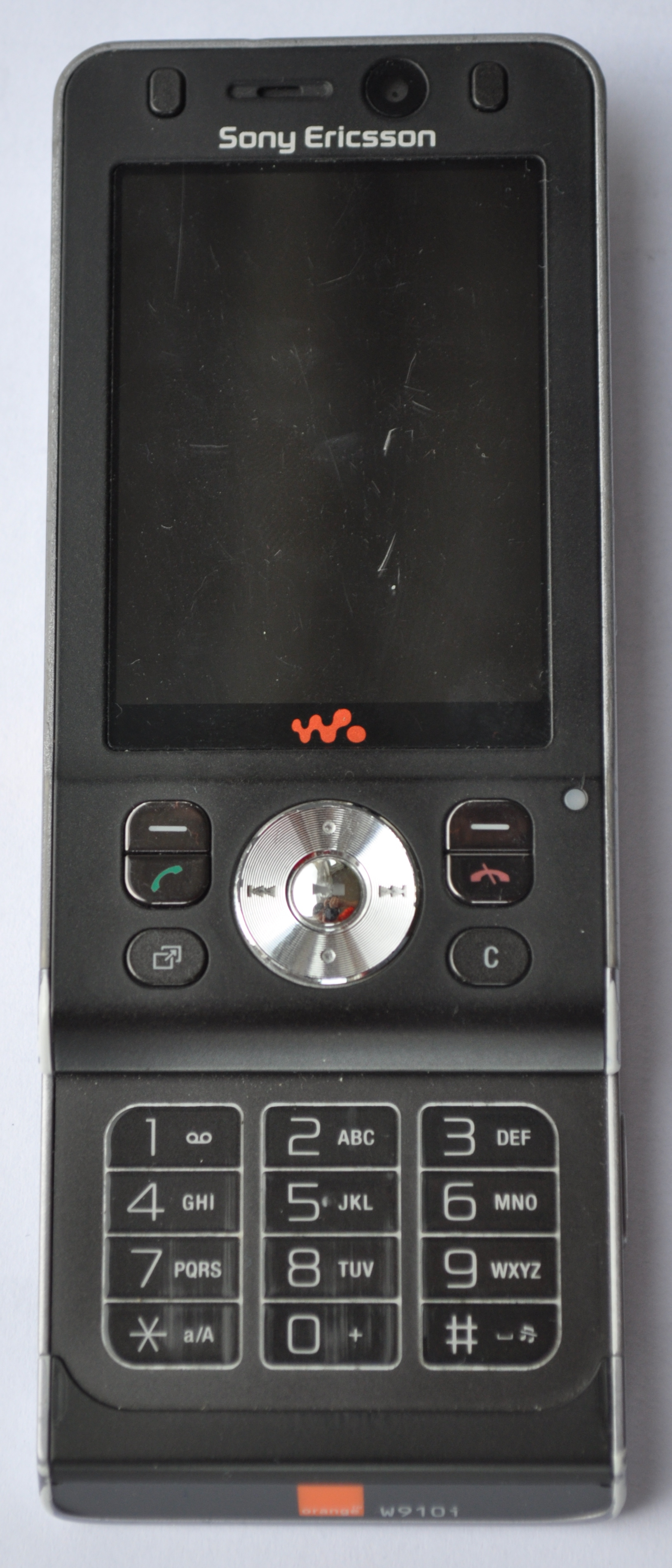
Відкритий Sony Ericsson W910i, фічефон випуску 2007 року

Фічефони працюють на пропрієтарній прошивці, зазвичай MediaTek MAUI з підтримкою стороннього програмного забезпечення через такі платформи, як Java ME або BREW. Пропрієтарні операційні системи не призначалися для розробки і обробки потужних застосунків, наявних на iOS і Android, які спеціально призначені для розробки сторонніх додатків.
Залежно від рівня функціональності фічефони іноді можуть мати багато можливостей смартфона. Наприклад, сучасні фічефони зазвичай слугують портативним медіаплеєром і можуть мати цифрові камери, GPS-навігацію, Wi-Fi і мобільний широкосмуговий доступ до інтернету, а також мобільні ігри.

## Сучасне використання
У країнах з розвиненою економікою фічефони перш за все призначені для нішових ринків або стали просто перевагою завдяки комбінації функцій, недоступних в інших пристроях, таких як доступність, довговічність, простота і збільшений час автономної роботи на одній зарядці (а саме час очікування і розмови). На ринках, що розвиваються фічефон залишається для багатьох основним засобом зв'язку.
Добре продуманий фічефон можна використовувати в промислових умовах і на відкритому повітрі, на робочих місцях, де заборонено спеціальні камери, а також як телефон для екстреного зв'язку. Деякі моделі оснащено апаратними функціями, такими як FM-радіо і ліхтарик, які дозволяють продовжити користування пристроєм у разі серйозної несправності або тоді, коли мережеву інфраструктуру 2G буде відключено. Є моделі, розроблені для літніх людей, для релігійних цілей тощо.

## Обґрунтування

### Виробникам
Фічефони продовжують виробляти через свою дешевизну, яка обумовлена кількома факторами:
- термін дії більшості патентів на основні технології мобільних пристроїв закінчився. Деякі патенти з закінченим терміном дії дозволяють додавати більше функцій в їх базовий варіант, які раніше зазвичай були доступними в пристроях середнього або високого класу;

- менша складність забезпечує просте і дешеве складання;

- відносна модульність: фічефон може мати одну або дві основні функції (ліхтарик, радіо, слот для карт MicroSD для додаткового сховища, музичний програвач, камеру, інтернет-браузер і точку доступу для просунутіших пристроїв). Багато фічефонів нині включають деякі з цих функцій, перетворюючи їх на фічефони з базовими функціями або смартфони, тоді як фічефони з розширеними функціями включають всі ці та багато інших функцій.

### Споживачам
З точки зору ринку та споживачів, є кілька ситуацій, в яких фічефони є вигідними:
- вимоги до живлення зазвичай відносно низькі, що призводить до збільшення часу розмови та очікування;

- ризик втрати, пошкодження або досить грубого використання. Фічефони часто бувають міцнішими, простішими й доступнішими, тому їм надають перевагу як пристроям для подорожей, дитячим пристроям і для використання в польових умовах;

- ліберальні та зрілі ринки добре підходять для конкретних функцій: у країнах, де таксофони більше не випускаються, деякі оператори пропонують передплачені тарифні плани стільникового зв'язку зі SIM-картою та базовим мобільним телефоном в одному пакеті приблизно за ту ж суму, що й телефонна карта середнього рівня (15 євро за весь пакет в деяких регіонах). Мандрівники часто вважають за краще цей варіант, з огляду на високу плату за роумінг.

## Історія

### Галузеві тенденції
Перший стільниковий телефон Motorola DynaTAC, випущений 1984 року, вважається простим мобільним телефоном через його нездатність робити що-небудь, крім голосових викликів.
Попри появу смартфонів у середині 1990-х роках, завдяки випуску в серпні 1994 року IBM Simon, Nokia Communicator від 1996 року і лінійки кишенькових персональних цифрових помічників BlackBerry від Research in Motion, фічефони мали незаперечну популярність у середині 2000-х років. У Північній Америці смартфони, такі як Palm і BlackBerry, як і раніше вважалися нішовою категорією для корпоративного використання. За межами Північної Америки пристрої Nokia з Symbian захопили ринок смартфонів, на якому ціна була єдиною перешкодою для входу, і Nokia пропонувала смартфони у всіх можливих цінових сегментах. У середині 2000-х такі виробники телефонів, як Nokia і Motorola, досягли рекордних продажів фічефонів. У розвинених країнах мода і бренд стимулювали продаж, оскільки ринки стали зрілішими, і люди перейшли на другий і третій телефони. У США технологічні інновації щодо розширення функціональності були другорядним питанням, оскільки дизайн телефонів там орієнтувався на мініатюризацію.
Однак орієнтовані на споживача смартфони, такі як iPhone і смартфони під керуванням Android, докорінно змінили ринок: 2007 року Стів Джобс заявив, що «телефон — це не просто засіб комунікації, а й спосіб життя». Тодішні операційні системи для фічефонів, такі як Symbian, не призначались для вирішення додаткових завдань, крім зв'язку та основних функцій, і через бюрократію та інші фактори вони так і не створили квітучої екосистеми програмного забезпечення.
На відміну від цього, iPhone OS (перейменована 2010 року на iOS) і Android розроблялись як надійні ОС, що включають додаткове програмне забезпечення, володіють багатозадачністю і графічними можливостями, для задоволення майбутніх потреб споживачів. Ці платформи також затьмарили популярність платформ для смартфонів, історично орієнтованих на корпоративні ринки, таких як BlackBerry.
У галузі відбувся перехід від фічефонів (а також недорогих смартфонів), які переважно залежать від обсягу продажів, до високопродуктивних флагманських смартфонів, які також мають вищу маржу, тому виробники вважають їх значно прибутковішими, ніж фічефони.
Перехід від фічефонів змусив операторів бездротового зв'язку збільшити субсидування мобільних телефонів, а високі відпускні ціни на флагманські смартфони негативно позначилися на операторах бездротового зв'язку, у яких рентабельність EBITDA впала, оскільки вони продали більше смартфонів і менше фічефонів. Щоб компенсувати це, оператори зазвичай використовують високопродуктивні пристрої для перепродажу клієнтам дорожчих планів обслуговування зі збільшеним обсягом даних. Тенденції показали, що споживачі готові платити більше за смартфони з новими функціями і технологіями, і що смартфони в сучасній популярній культурі вважаються актуальнішими, ніж фічефони.

### Ринкова частка
У середині 2000-х років найвищий показник продажів фічефонів, таких як модний розкладний телефон Motorola Razr, мультимедійний Sony Ericsson W580i і LG Black Label Series, не тільки займали середні ціни в низці провайдерів бездротового зв'язку, а й складали основну частину роздрібних продажів смартфонів, оскільки смартфони BlackBerry і Palm як і раніше вважалася нішовою категорією для використання в бізнесі. Навіть наприкінці 2009 року проникнення смартфонів у Північній Америці було низьким.
2011 року на звичайні телефони припадало 60 % мобільних телефонів у США і 70 % мобільних телефонів, проданих в усьому світі. За даними Gartner, у другому кварталі 2013 року продано 225 млн смартфонів, що на 46,5 % більше, ніж за відповідний період 2012 року, тоді як було продано 201 млн фічефонів, що на 21 % менше, порівняно з минулим роком. Смартфони склали 51,8 % продажів мобільних телефонів у другому кварталі 2013 року, внаслідок чого продажі смартфонів вперше перевищили продажі фічерфонов.
Опитування 4001 канадців, проведений Media Technology Monitor в кінці 2012 року, показав, що близько 83 % англомовного населення мають мобільні телефони, порівняно з 80 % в 2011 і 74 % в 2010 році. Близько двох третин опитаних власників мобільних телефонів заявили, що у них є смартфон, а в іншої третини були фічерфони або не смартфони. Згідно MTM, користувач, який не користується смартфоном, з більшою ймовірністю є жінкою, старшим, з меншим доходом, що живе в невеликій спільноті і менш освіченим. Опитування показало, що власники смартфонів, як правило, чоловіки, молодші, живуть у сім'ї з високим доходом з дітьми в будинку і є мешканцями громади з мільйона або більше осіб. Студенти також посіли високе місце серед власників смартфонів.

### Японія
Мобільні телефони в Японії відрізняються від використовуваних в інших місцях, а оператори та пристрої часто реалізують розширені функції (такі як платформа i-mode NTT DoCoMo для мобільного Інтернету в 1999 р., мобільні платежі, мобільне телебачення та ближній зв'язок), які ще не набули поширення і навіть не були прийняті за межами Японії. Ця розбіжність наводилося як приклад галапагоського синдрому; як наслідок, ці фічерфони заднім числом називають gala-phone (ガラケー, gara-kei), змішуючи з «мобільним телефоном» (携帯, keitai). Хоча смартфони набули популярності (і реалізують відповідні функції), багато гала-телефонів усе ще широко використовуються, зважаючи на переваги пристроїв і їх довговічність, порівняно зі смартфонами.
Мобільні ігри, орієнтовані на смартфони, продемонстрували значне зростання і прибутки в Японії, хоча за станом на 2017 рік у країні було втричі менше користувачів смартфонів, ніж у США.

## Платформи
Розроблено кілька різних операційних систем, які можуть працювати на фічефонах. Ці операційні системи спроектовано «легкими», щоб збільшити час автономної роботи телефону, добре працювати з невеликим екраном, який не має сенсорних функцій, а також добре працювати з невеликою апаратною клавіатурою, такою, як клавіатура T9, яка зазвичай зустрічається на фічефонах.
Nokia розробила програмну платформу Series 30, Series 30+, Series 40 і FeatureOS, а також користувацькі інтерфейси застосунків, які працюють на платформі Nokia Asha.
MediaTek розробила вбудовану операційну систему під назвою MAUI Runtime Environment, засновану на Nucleus RTOS.
NTT DoCoMo розробила програмну платформу MOAP і OPP (Operator Pack).
Qualcomm розробила полегшене середовище виконання Brew MP, операційну систему для телефонів ARM, ОС REX, KCP і KCP+.
Tizen Association (раніше LiMo Foundation) розробила платформу для смартфонів LiMo на базі Linux.
Smarterphone розробила Smarterphone OS, повноцінну операційну систему, призначену для звичайних телефонів. Перший випуск відбувся 2008 року.
KaiOS Tech розробила KaiOS, полегшений форк Firefox OS, розробленої Mozilla.